# Industrivärden
Industrivärden ist eine schwedische Beteiligungsgesellschaft mit Sitz in Stockholm. Sie investiert ausschließlich in schwedischen Unternehmen, deren Aktien an der Börse gehandelt werden. Ein weiteres Kriterium sind die Zukunftsaussichten der Beteiligung. Sie müssen attraktiv erscheinen. Industrivärden verfolgt eine längerfristige Strategie zur Wertsteigerung des eigenen Portfolios. Man nimmt aktiven Einfluss auf die operative und strategische Entwicklung der Beteiligungen. Um den Einfluss auszuüben, strebt die Gesellschaft u. a. einen Sitz im Aufsichtsrat der jeweiligen Unternehmens an.
Die Aktien von Inustrivärden werden an der Stockholmer Börse gelistet.

## Beteiligungen
| Unternehmen   | Beteiligung am Kapital in % |
| ------------- | --------------------------- |
| Volvo         | 32                          |
| Sandvik       | 24                          |
| Handelsbanken | 14                          |
| Essity        | 12                          |
| SCA           | 4                           |
| Skanska       | 4                           |
| Ericsson      | 4                           |
| Alleima       | 2                           |

Struktur des Portfolios zum Stand am 30. Juni 2024. Der Wert des Portfolios betrug 161 Mrd. SEK (ca. 13,9 Mrd. EUR).